# Smilax ligustrifolia
Smilax ligustrifolia är en enhjärtbladig växtart som beskrevs av A.Dc. Smilax ligustrifolia ingår i släktet Smilax och familjen Smilacaceae.
Artens utbredningsområde är Nya Kaledonien. Inga underarter finns listade.